# Шофур сир Вел
Шофур сир Вел (фр. Chauffour-sur-Vell) насеље је и општина у централној Француској у региону Лимузен, у департману Корез која припада префектури Бриве ла Гајар.
По подацима из 2011. године у општини је живело 410 становника, а густина насељености је износила 57,02 становника/km². Општина се простире на површини од 7,19 km². Налази се на средњој надморској висини од 127 метара (максималној 190 m, а минималној 127 m).

## Демографија
| 1962. | 1968. | 1975. | 1982. | 1990. | 1999. | 2011. |
| ----- | ----- | ----- | ----- | ----- | ----- | ----- |
| 274   | 287   | 297   | 289   | 325   | 320   | 410   |

График промене броја становника у току последњих година